# Fastball

Animation eines typischen Fastballs (Geschwindigkeit in mph)

Fastball (oder auch heat oder heater) ist die schnellste Art, einen Baseball zu werfen. Ein „normaler“ Major-League-Fastball ist etwa 90 mph (miles per hour, 145 km/h) schnell. 95 mph (153 km/h) gilt als sehr gut, und nur wenige erreichen die 100-mph-Marke (triple digits, 161 km/h). Beim Fastball greift man den Baseball mit Zeige- und Mittelfinger, und mit beiden Fingerkuppen auf der Längsseite der Naht des Balles, und lässt den Ball beim Wurf über diese Finger rollen. Der dabei entstehende Rückwärtsdrall (backspin) sorgt dafür, dass unter dem Ball Überdruck herrscht (der sog. Magnus-Effekt), weil die Nähte unter dem Ball in Flugrichtung laufen. Bei einem schnell geworfenen Ball mit viel Rotation entsteht der Eindruck, der Ball würde steigen (rising fastball). Hitter beschreiben extrem schnelle Bälle manchmal als exploding fastballs oder als screaming fastballs, aufgrund des Surrens der Nähte im Flugwind und des Knalls, wenn der Ball im Handschuh des Catchers landet.
Neben der Geschwindigkeit, die die Reaktionszeit des Hitters beschränkt, sind weitere Aspekte wichtig: Die Kontrolle (control oder command on the fastball) bezeichnet die Fähigkeit, den Fastball zu platzieren, die Bewegung (movement) bezeichnet die Abweichung von der geraden Flugrichtung. Ein guter Fastball ist für die Strategie des Pitchers unerlässlich. Die ständige Drohung, einen Fastball zu werfen, unterstützt die Gefährlichkeit anderer Pitches. Eine gute Ergänzung ist z. B. der Changeup, ein Wurf, der für den Hitter genauso aussieht wie ein Fastball (deception), der aber etwa 10–15 mph (16–24 km/h) langsamer ist. Der Hitter schwingt also zu früh, trifft ihn nicht oder nur schwach. Hinzu kommt oft ein Absinken nach unten und eine Bewegung auf den Schlagmann zu (Rechts-Rechts-Duell).
Der schnellste offiziell gemessene Baseball-Pitch in einem Profispiel war ein Fastball von Aroldis Chapman mit 169,1 km/h (105,1 mph), den er am 24. September 2010 warf.

## Versionen

Animation eines cutters (Geschwindigkeit in mph)

Beim Fastball gibt es verschiedene Variationen:
- four-seam fastball (kurz: four-seamer): dies ist die einfachste und schnellste Art des Fastballs. Hierbei greift man den Baseball so, dass vier Nähte (engl.: seams) gegen den anströmenden Flugwind drehen.
- two-seam fastball (kurz: two-seamer): hierbei wird der Baseball so gegriffen, dass die Nähte nicht gegen, sondern in den anströmenden Flugwind drehen, so dass bei einer kompletten Rotation des Balls nur die beiden Quernähte zu sehen sind. Hierbei wird der Baseball mit Zeige- und Mittelfinger geworfen, und da der Mittelfinger länger als der Zeigefinger ist, erzeugt dies eine Drehbewegung. Dieser Effet ist (ausgehend von einem rechtshändigen Pitcher) auf den rechtshändigen Schlagmann zu und absinkend. Ein „two-seamer“ ist etwas langsamer als ein „four-seamer“, kompensiert dies aber durch den Drall.
- cut Fastball (kurz: cutter): der Cutter wird wie ein Fastball gegriffen, nur etwas nach links oder rechts versetzt (off-center), dadurch erhält der Ball zusätzlich eine Seitenrotation.
- split-finger fastball (kurz: splitter): Der Splitter wird wie ein Fastball gegriffen und auch ähnlich geworfen, aber der Pitcher spreizt den Zeigefinger und den Mittelfinger zu einem „V“. Dadurch wird der Ball langsamer und er erhält weniger Rotation, so dass er – möglichst kurz vor dem Erreichen der Strikezone – nach scharf unten absinkt („it drops off the table“). Das erwünschte Absinken wird dadurch verstärkt, indem der Pitcher das Handgelenk kurz vor dem Loslassen des Balles nach vorne schnappen lässt.